# Орден Спитамен
Орден Спитамен — государственная награда Республики Таджикистан.

## История
Орден назван в честь древнего выдающегося полководца Спитамена.

## Статут
Орденом Спитамен I степени награждаются высший офицерский состав военнослужащих и высший начальствующий состав органов внутренних дел за успехи в деле руководства и управления войсками, обеспечения их высокой боевой готовности, за отличную организацию военной, пограничной и внутренней службы, обеспечения обороноспособности, безопасности и охраны общественного порядка.
Орденом Спитамен II степени награждаются военнослужащие, из числа старшего и младшего офицерского состава, сержантского и рядового состава, а также лица среднего, младшего начальствующего состава органов внутренних дел при выполнении воинского и служебного долга, за подвиги, совершенные в экстремальных обстоятельствах, в борьбе с преступностью.

## Степени
Орден Спитамен разделяется на две степени:
- I степень ордена Спитамен носится на ленте с розеткой на левой стороне груди;
- II степень ордена Спитамен носится на ленте на левой стороне груди.